# Fête des lumières
De fête des lumières (lichtfeest), ook wel Les Illuminations, is een populair evenement (Son et lumière) in de Franse stad Lyon dat jaarlijks rond 8 december plaatsvindt, de feestdag van de Onbevlekte Ontvangenis. 
Sinds de Middeleeuwen wordt in Lyon de maagd Maria vereerd die sinds 1643 de beschermheilige is van de stad, het jaar waarin Lyon werd getroffen door een grote pest. Hierop namen de schepenen (wethouders) van Lyon, de eerste magistraat en de notabelen zich voor elk jaar na het einde van de pest een eerbetoon aan de Maagd uit te brengen.
Sindsdien begeeft een stoet zich van de Cathédrale Saint-Jean naar de Notre-Dame de Fourvière voor de viering in eerste instantie op 8 september, door de schenking van wassen kaarsen en gouden écu's aan de maagd Maria.
In 1852 werd het beeld van Maria geplaatst bij de kapel van de maagd op de heuvel Fourvière en zou de inhuldiging plaatsvinden op 8 september van dat jaar. Echter zorgde de hoge waterstand van de Saône ervoor dat deze uitgesteld moest worden. De aartsbisschop besloot daarom met de commissie van leken de inhuldiging uit te stellen tot 8 december.

## Galerij

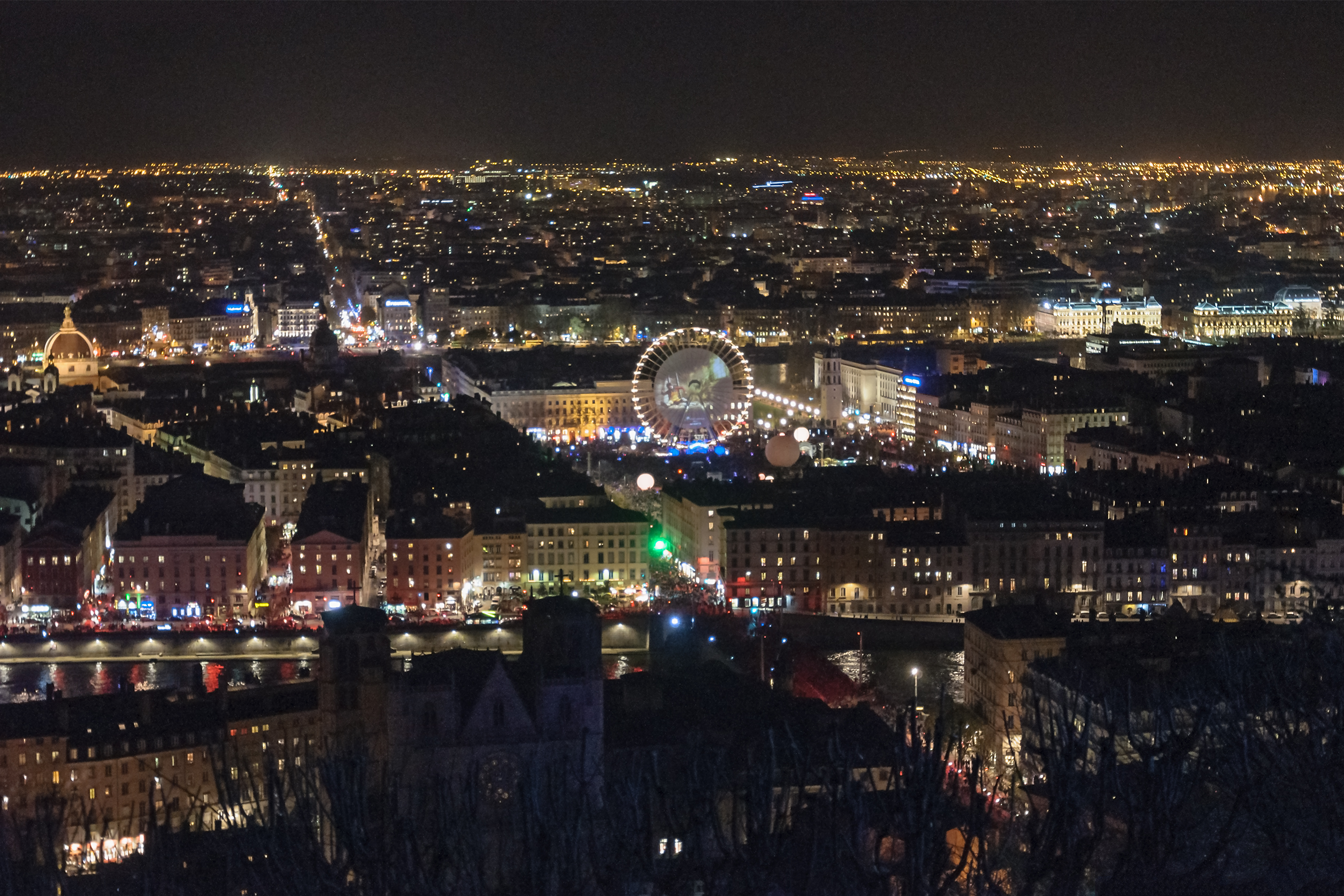
Fête des Lumières 2013
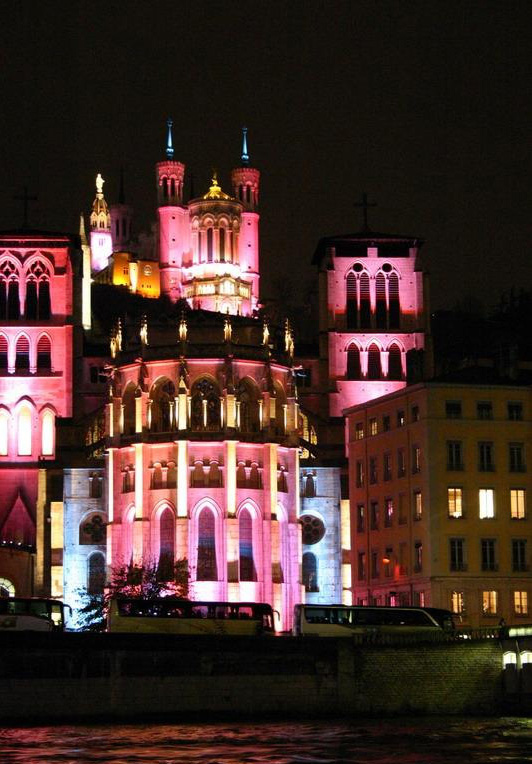
Kathedraal en Fourvière in 2006
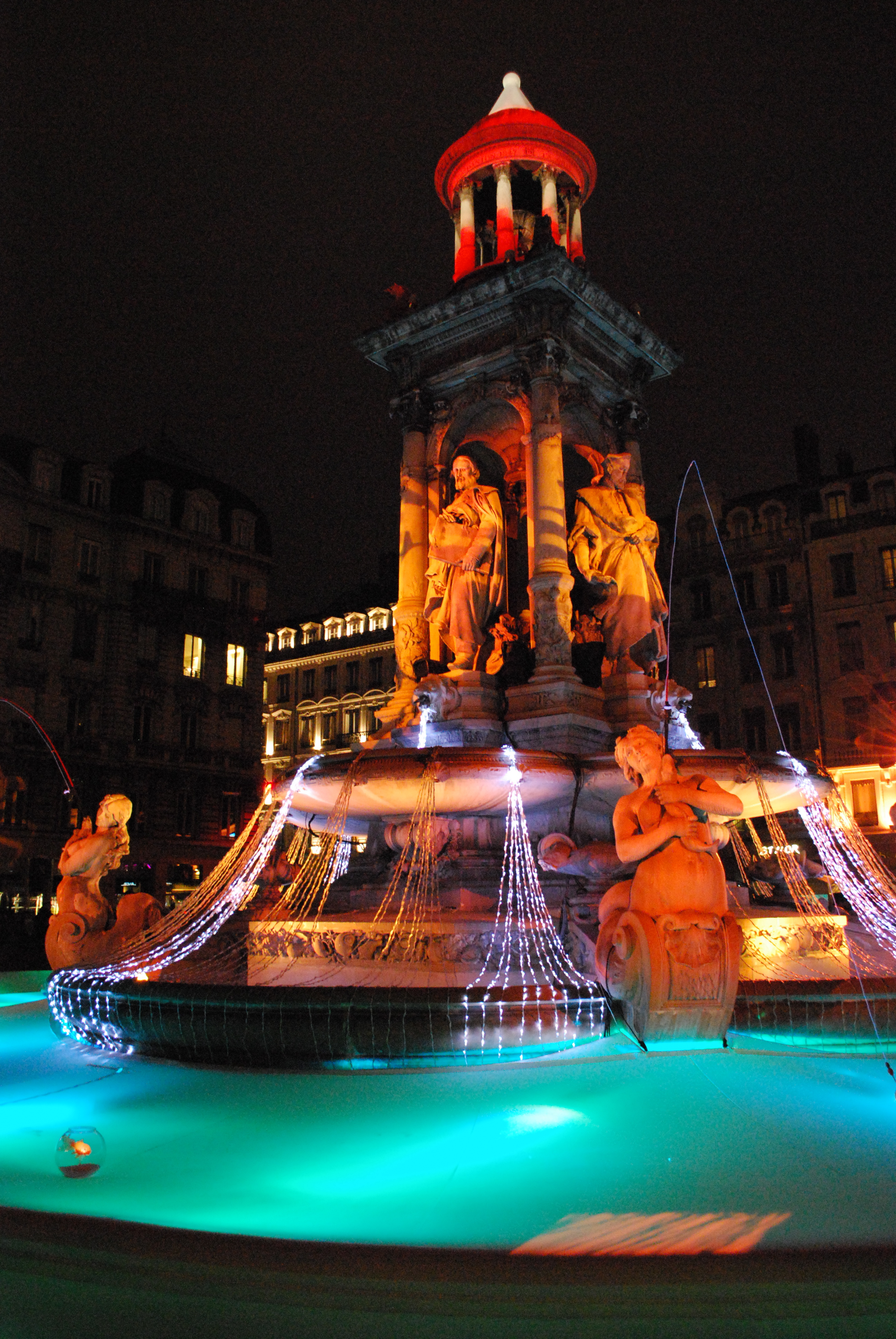
Place des Jacobins 2010